# El Dòmino
El Dòmino és una casa a la vila d'Horta de Sant Joan (Terra Alta) inclòs a l'Inventari del Patrimoni Arquitectònic de Catalunya. Interessant edificació medieval que no es conserva en gaire bon estat. Els murs són de carreus de pedra arrebossats posteriorment. La porta d'entrada és d'arc de mig punt adovellat. Al primer pis totes les obertures són balcons, mentre que al segon són finestres allindades. Tots els elements de la façana són disposats amb ordre. Cal destacar els escuts que coronen les llindes dels balcons, així com els ampits de les finestres del segon pis, amb cares humanes i altres elements de tipus geomètric. L'interior conserva una distribució pròpia d'una casa medieval, amb dues cambres principals que donen a les dues façanes i altres dependències reformades. L'escala és d'inclinació peraltada. Fins fa poc conservava un petit altar de fusta treballada, avui perdut. Hom diu que fou residència dels frares durant molts anys.